# Weinbergschnecke
Die Weinbergschnecke (Helix pomatia)  ist eine  gehäusetragende Landschnecke, die systematisch zu den Landlungenschnecken (Stylommatophora) und hier zur Familie der Helicidae gerechnet wird.

## Lebensraum und Verbreitung
Die Weinbergschnecke kommt in lichten Wäldern, Gebüschen und offenen Lebensräumen, vor allem auf kalkreichen, nicht zu trockenen Böden vor, teils auch kulturfolgend in nicht zu intensiv genutztem Kulturland.
Sie ist sehr wärmeliebend und standorttreu. Im Gegensatz zu anderen Schneckenarten ist sie fähig, sich verschiedenen Lebensbedingungen anzupassen.
Weinbergschnecken sind im Westen bis nach Mittelfrankreich und Südengland, im Norden bis nach Südschweden und -norwegen, im Osten bis nach Estland, Belarus und die westliche Ukraine sowie im Süden bis Norditalien, auf der Balkanhalbinsel bis nach Nord-Mazedonien verbreitet, wobei die Verbreitung der Art in (früh)historischer Zeit durch den Menschen gefördert wurde (vgl. die englische Bezeichnung „Roman snail“). Sie ist damit die in Europa am weitesten verbreitete Art der Gattung Helix – neben der kleineren, im Mittelmeerraum sowie in Westeuropa vorkommenden Gefleckten Weinbergschnecke (Helix aspersa oder auch Cornu aspersum), deren Gattungszugehörigkeit jedoch strittig ist.
In freier Natur kann sie ein Alter von acht Jahren erreichen, bei Schnecken in menschlicher Obhut ist ein Alter von 20–30 Jahren möglich.

## Merkmale

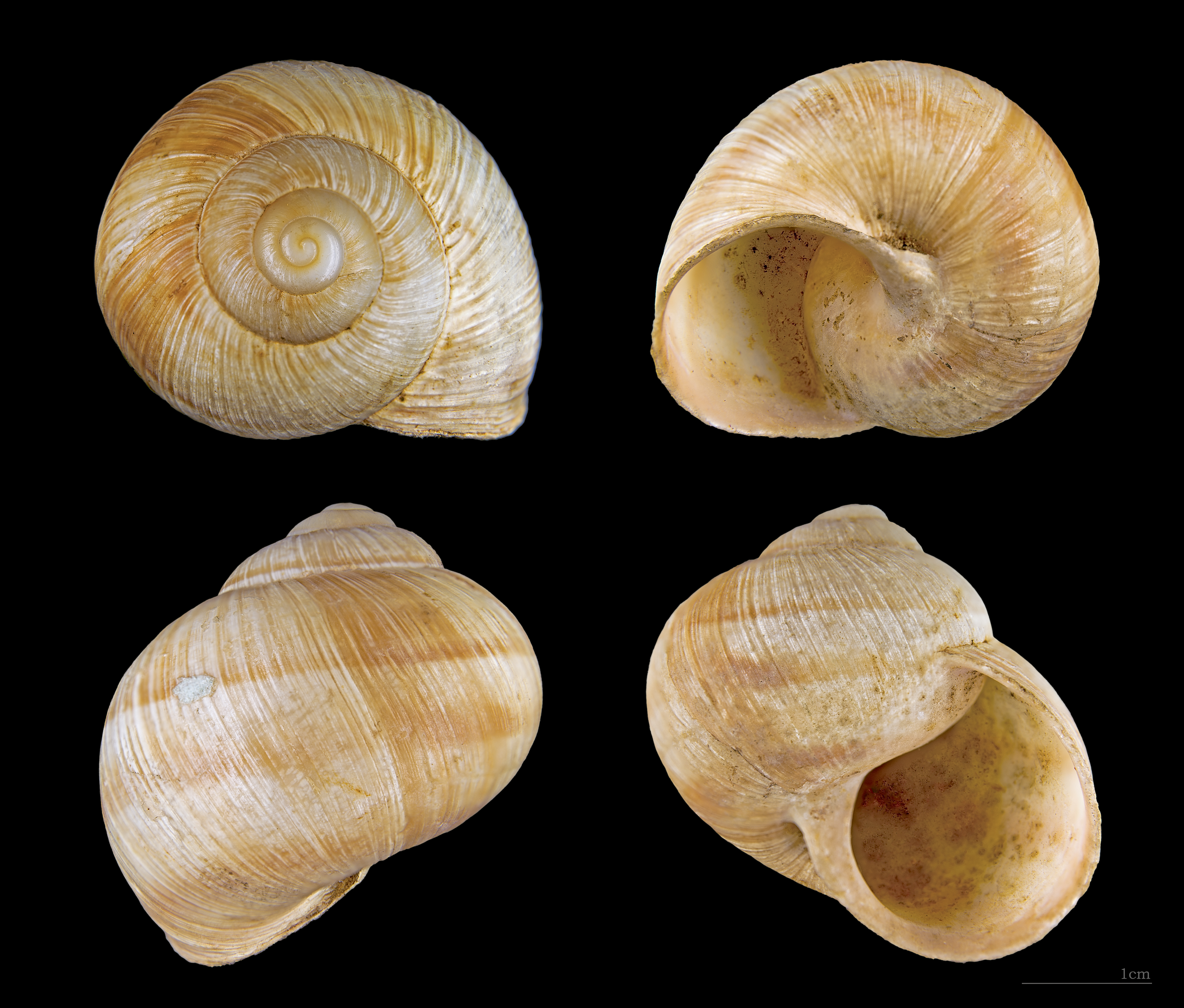
Helix pomatia

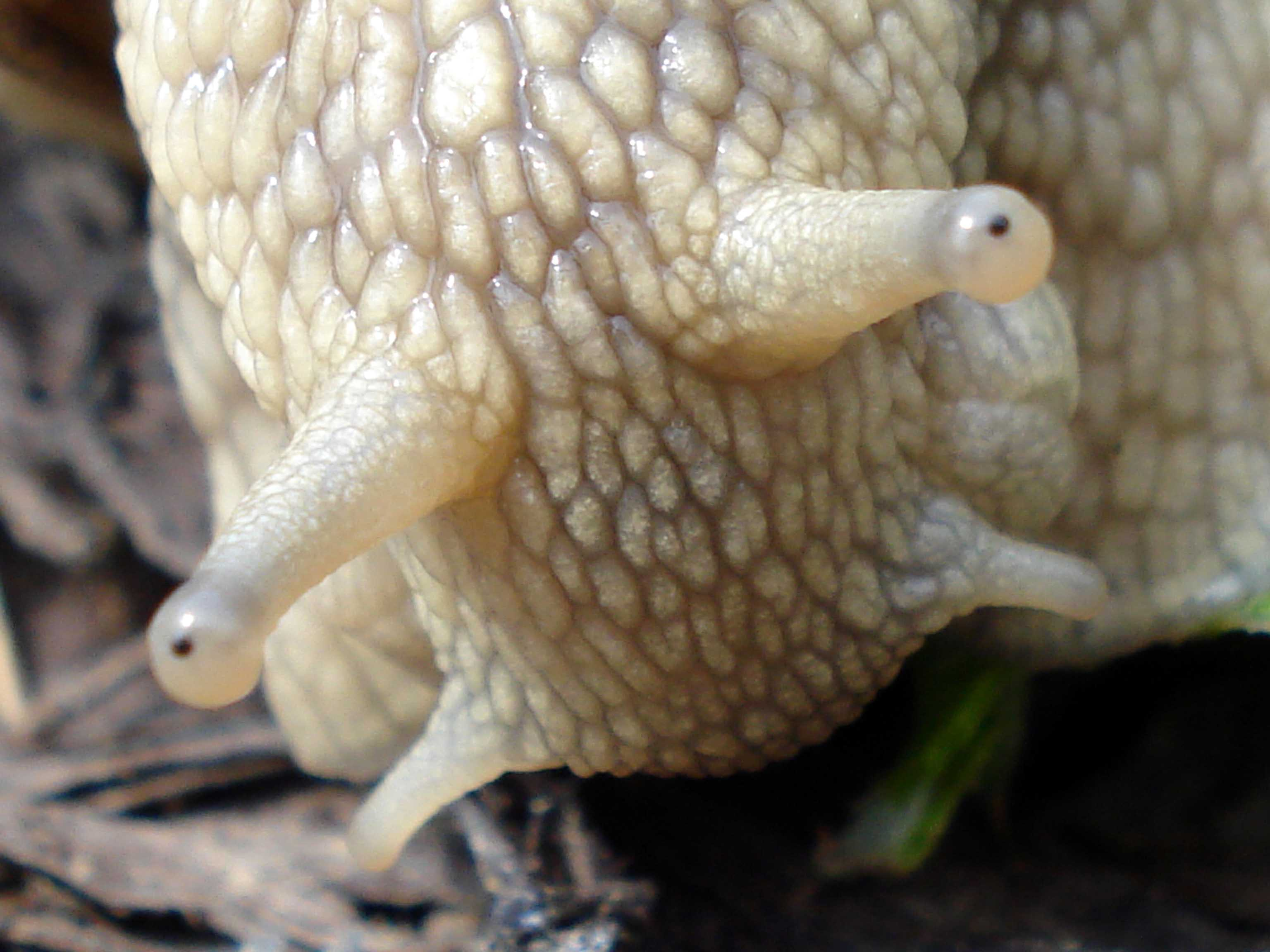
Abb. 1. Kopf einer Weinbergschnecke. Die Augen sind als dunkle Punkte am Ende der oberen Fühler erkennbar.

Wie bei Schnecken allgemein gliedert sich der Körper in Kopf, Fuß, Eingeweidesack und Mantel. Eine  ausgewachsene Weinbergschnecke wird bis zu 10 cm lang und etwa 30 g schwer. Das braune Gehäuse erreicht einen Durchmesser von 3 bis 5 cm.
Die äußere Atmung erfolgt mit einem deutlich sichtbaren Atemloch, das in die Mantelhöhle führt, deren Wandung reich mit sauerstoffresorbierenden Blutgefäßen ausgestattet ist.

## Gehäuse
Die Weinbergschnecke bildet wie andere Gehäuseschnecken ein schraubig gewundenes Gehäuse aus Kalk, umgangssprachlich auch Schneckenhaus genannt. Es erreicht bei einer ausgewachsenen Weinbergschnecke einen Durchmesser von etwa 3 bis 5 cm. Meist zeigt es sich strohgelb bis beige mit quer verlaufenden Riefen, aber auch Brauntöne von hellbraun bis dunkelbraun sind möglich. Manchmal ist das Gehäuse Ton in Ton gebändert. Es hat fast immer die Form einer rechtsgängigen Schraube. Nur bei etwa einem von 20.000 Exemplaren ist sie linksgängig. Diese Tiere nennt man auch Schneckenkönig. Der wissenschaftliche Gattungsname Helix bezieht sich auf die Schraubenform des Gehäuses.
Die Schnecke ist in der Lage, leichte bis mittelschwere Beschädigungen an ihrem Gehäuse zu reparieren.

## Fortbewegung und Schleim
Die Weinbergschnecke gehört zur Gruppe der Gastropoden, was so viel heißt wie Magenfüßer. Denn hinter dem Kopf befindet sich auf der Sohle ihr muskulöser Kriechfuß. Hiermit kriecht die Weinbergschnecke, sich eine feuchte Schleimspur legend und hinterlassend und ihr Gehäuse tragend, über den Boden. Dabei streckt sie ihre vier Fühler aus.  Bei Gefahr zieht sie sich in ihr Schneckenhaus zurück.  Das sprichwörtlich gewordene Schneckentempo beträgt etwa 7 Zentimeter in der Minute (4,2 m/h). Die Geschwindigkeit ist von der Lufttemperatur abhängig. Weinbergschnecken können sehr gut klettern.

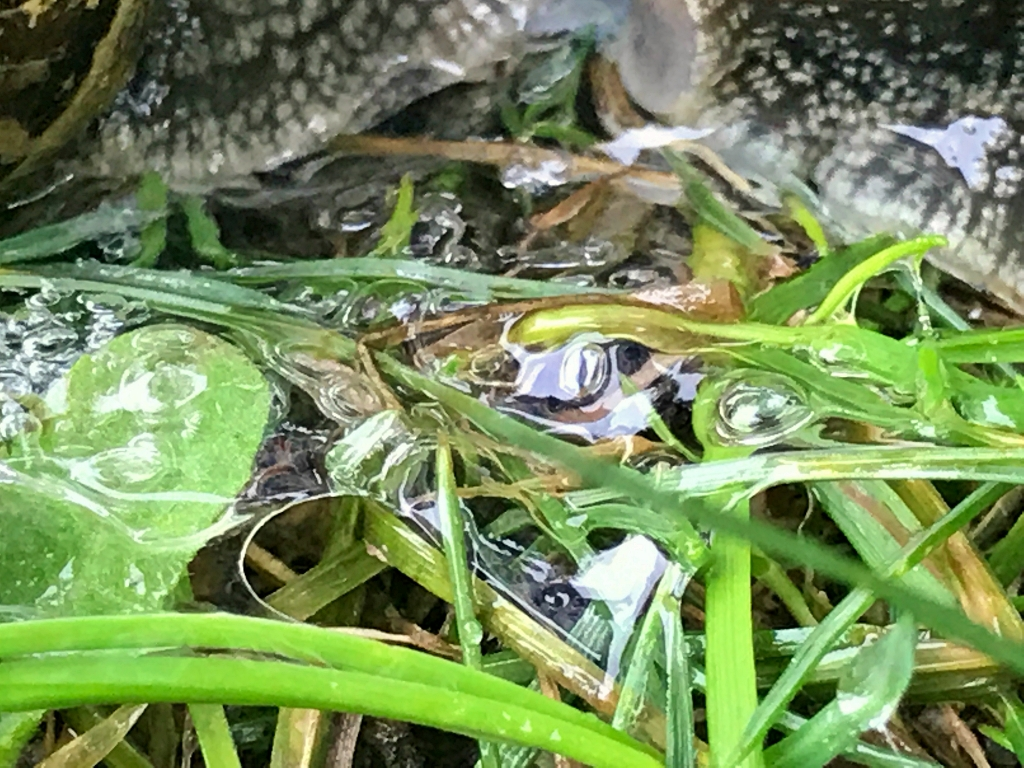
Schneckenschleim

Der Schleim der Schnecke besteht zum großen Teil  aus Wasser, Mucoproteinen und Polysacchariden. Er kann schnell viel Wasser aufnehmen, gibt es jedoch langsam ab. Der Schleim ist für die Schnecke lebenswichtig und hat verschiedene Funktionen, die dem Schutz und der Verteidigung dienen.
- Das Kriechen wird durch einen Schleimfilm erleichtert, der vorne am Fuß abgegeben wird. Mit dem Schleim schafft sich die Schnecke ihren eigenen Untergrund und haftet besser auf glatten Oberflächen. Wenn eine Schnecke über spitze Gegenstände kriecht, wird die Sohle an scharfkantigen Stellen nicht abgesetzt. So können die Tiere z. B. über scharfe Gegenstände kriechen, ohne sich zu verletzen. Beim Hochkriechen an Wänden verhindert die bindende Wirkung des Sekrets verbunden mit einer Saugwirkung des Kriechfußes das Herunterfallen der Schnecke.
- Der feuchte Film auf der Haut schützt vor Austrocknung bei Hitze und in der Sonne. Bei großer Trockenheit verschließt die Schnecke ihr Gehäuse mit einer dicken Schleimschicht oder baut ein externes Epiphragma aus Schleim zwischen sich und einer glatten Unterlage.
- Bei Angriffen kleiner Insekten kann die Schnecke größere Mengen Schleim produzieren und diesen zum Fernhalten der Angreifer schaumig aufblasen.

## Sinnesorgane

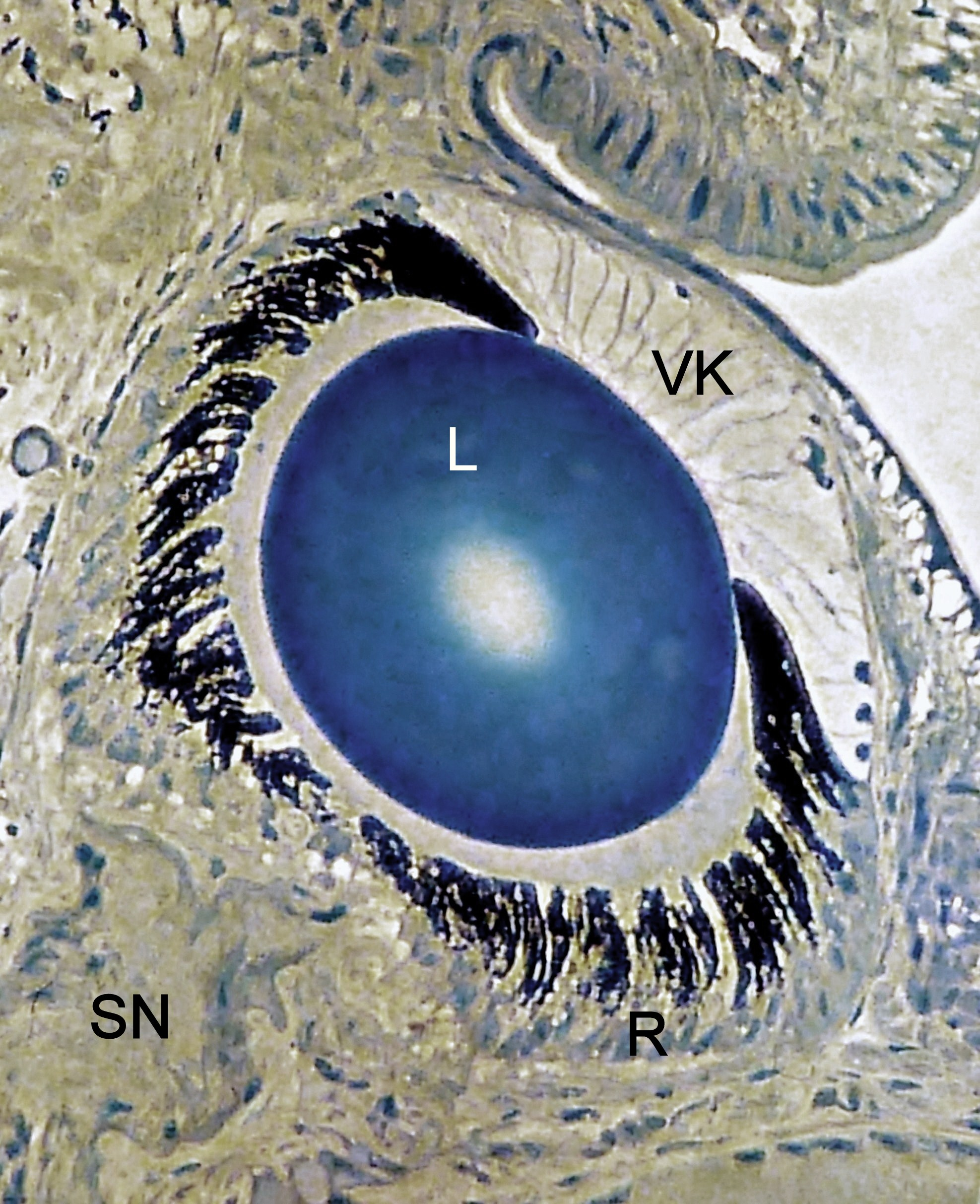
Abb. 2. Semidünnschnitt durch das Auge einer Weinbergschnecke. VK vordere Kammer, L Linse in der hinteren Kammer, R Retina, SN Sehnerv. Toluidinblau, Phasenkontrast.

Die Weinbergschnecke besitzt in den Enden der beiden langen, oberen Fühler je ein Auge (Abb. 1). Die Augen (Abb. 2) bestehen aus einer vorderen und einer hinteren Augenkammer. Die vordere Augenkammer wird nach vorne (außen) von der Haut, nach hinten (innen) von der die Pupille bildenden Retina begrenzt. Im zentralen Bereich gegenüber der Pupille besteht die Haut nur aus einem einschichtigen flachen Epithel mit Basalmembran. Die Vorderkammer ist mit einem an Interzellularflüssigkeit reichen Bindegewebe gefüllt. Die hintere Augenkammer wird von der Linse (vielleicht besser als Glaskörper zu bezeichnen) ausgefüllt und von der aus Lichtsinnes- und Pigmentzellen bestehenden Retina begrenzt. Im Gegensatz zum Wirbeltierauge liegen die Sinneszellen außen, die Pigmentzellen innen und grenzen mit einer dicken Basalmembran an die Linse. Die Fortsätze der Sinneszellen bilden den Sehnerv.
Ebenfalls mit den oberen Fühlern kann die Schnecke riechen. Mit den unteren Fühlern tastet und schmeckt die Weinbergschnecke. Die Sinneszellen sind nicht auf ein Organ beschränkt. Sie befinden sich auch am Kopfende des Tieres und nehmen zum Schwanzende hin ab. Hören kann die Schnecke nicht.

## Ernährung

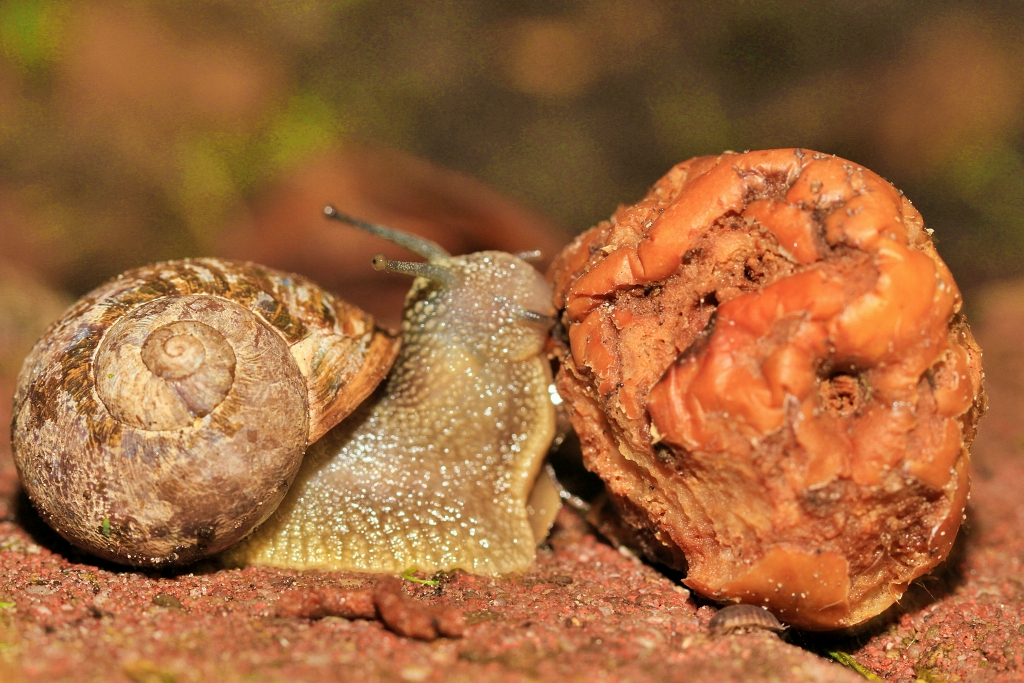
Weinbergschnecke bei der Nahrungsaufnahme eines vom Baum gefallenen, schrumpeligen Apfels.

Die Weinbergschnecke ernährt sich von weichen, welken Pflanzenteilen und Algenbewüchsen, die sie mit ihrer Raspelzunge, der Radula, auf der sich rund 40.000 Zähnchen befinden, abweidet.

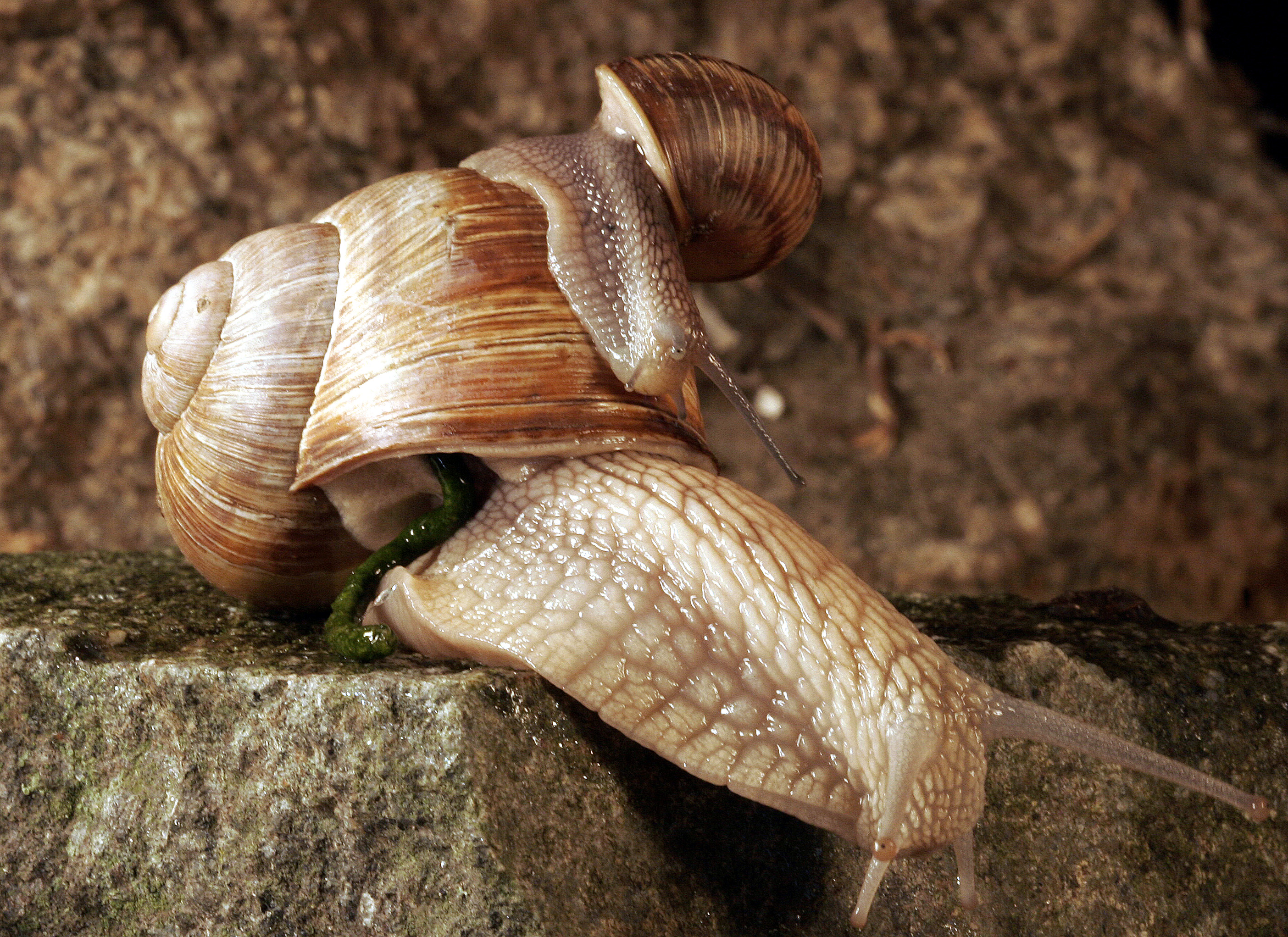
Adulte Schnecke mit Jungtier Das Ausscheidungsorgan für den grünen Kot befindet sich seitlich an der Öffnung des Schneckenhauses.

Die Annahme, dass Weinbergschnecken die Gelege anderer Schnecken fressen würden, beruht möglicherweise auf Beobachtungen von Kannibalismus, der manchmal zwischen den Jungschnecken in der Bruthöhle auftritt. Bei erwachsenen Weinbergschnecken kommt weder Kannibalismus noch Fraß von anderen Schneckeneiern vor. Andererseits wurden auch schon Weinbergschnecken beobachtet, die (tote) Nacktschnecken fraßen.
Weinbergschnecken sind auf einen Lebensraum angewiesen, in dem sie Kalk aufnehmen können. Diesen benötigen sie zur Stabilisierung ihres Schneckenhauses und zum Bau des Schutzdeckels für die Überwinterung. Wenn wenig Kalk in Boden und Gestein vorhanden ist, bilden die Tiere nur ein dünnwandiges, schwaches Gehäuse aus; die Deckel sind mitunter leicht zerbrechlich oder pergamentartig, was die Lebenserwartung herabsetzt und die natürlichen Verbreitungsgebiete begrenzt. In Gefangenschaft können der Weinbergschnecke Sepiaschalen oder Eierschalen als Kalkquelle angeboten werden.

## Fortpflanzung

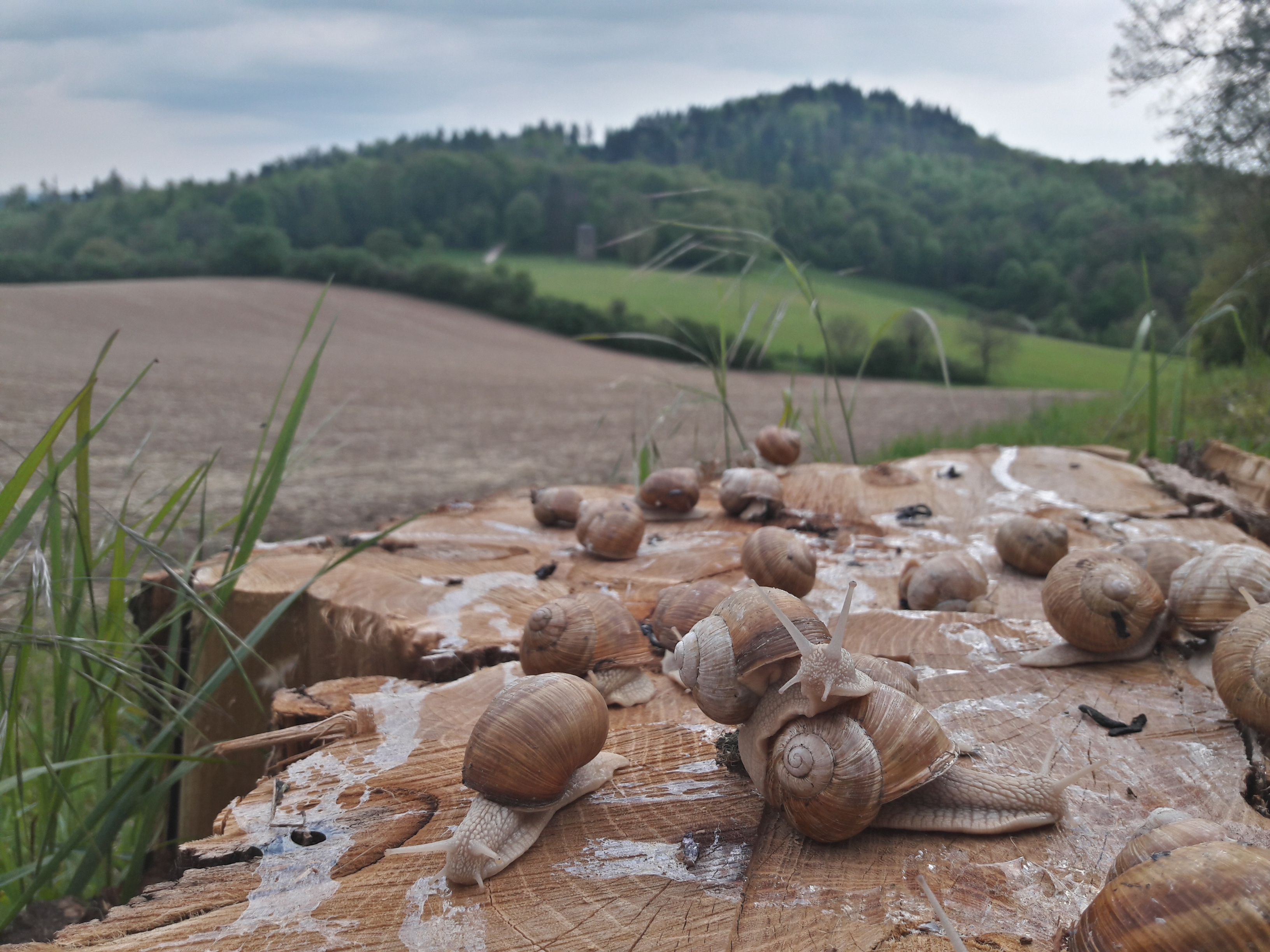
Viele Weinbergschnecken auf einem Baumstumpf am Waldnerturm im Odenwald bei Hemsbach.

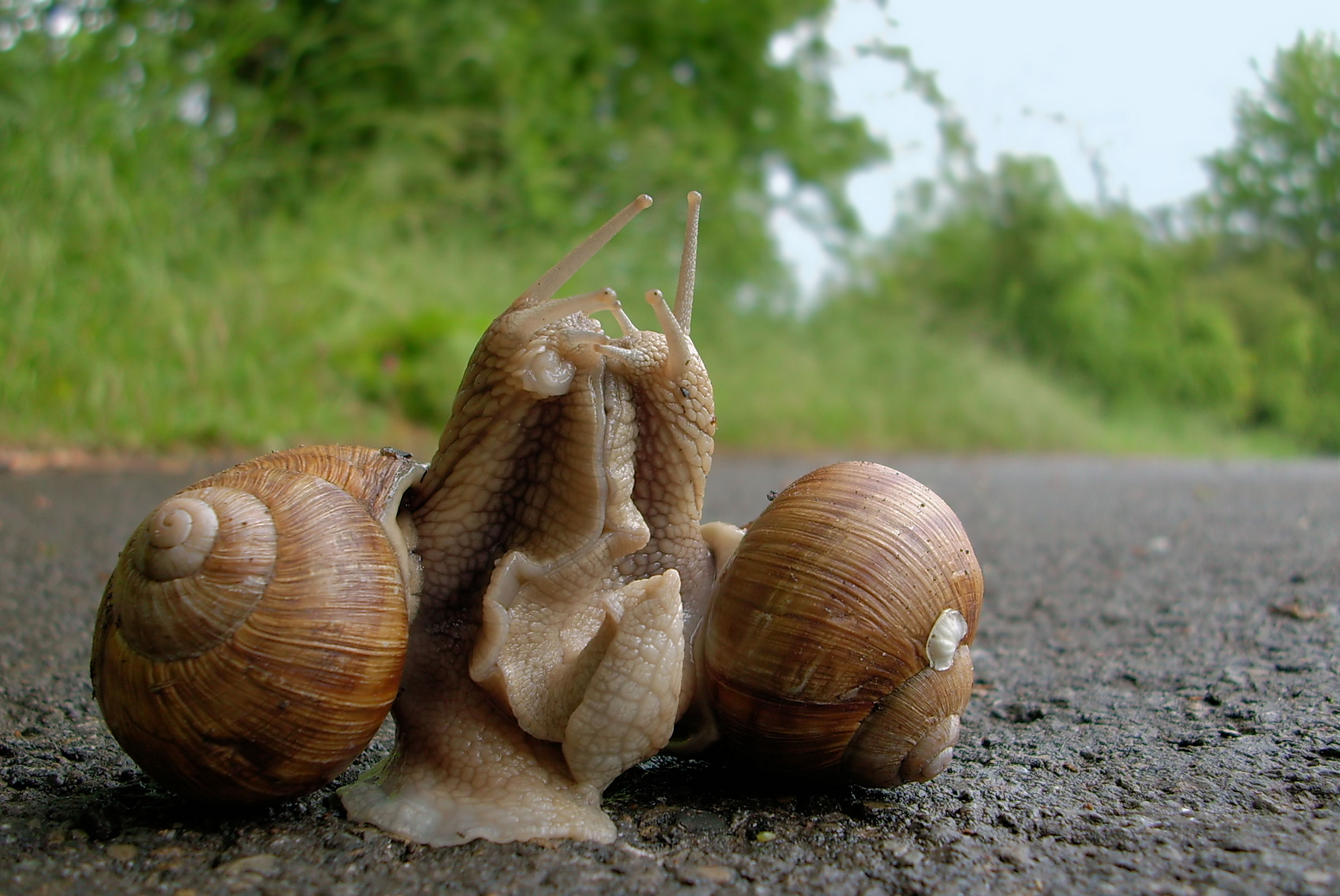
Weinbergschnecken bei der Paarung

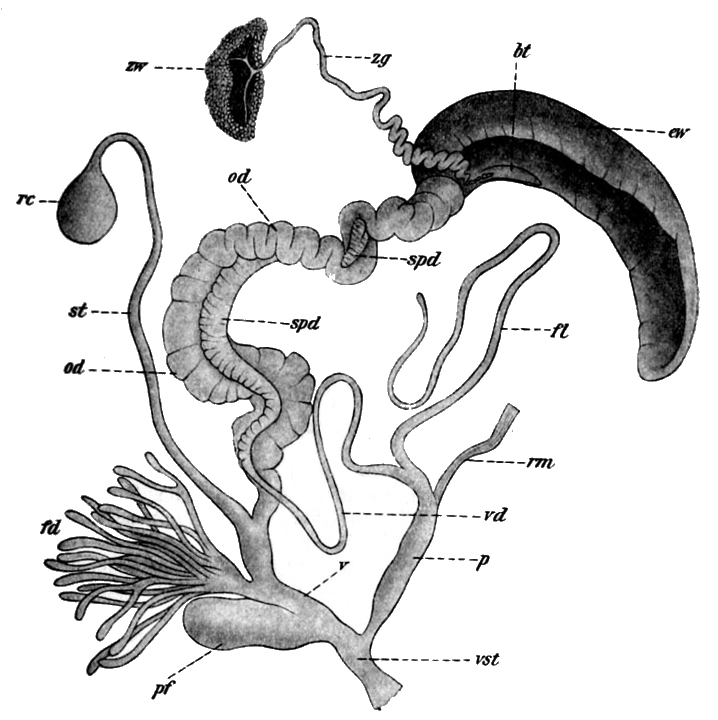
Fortpflanzungsorgane

Weinbergschnecken sind Zwitter, das heißt, jedes Tier produziert männliche und weibliche Keimzellen. Die Schnecken können sich jedoch nicht selbst befruchten. Es kommt vielmehr zu einem Liebesspiel zwischen zwei Tieren, bei dem sich beide Schnecken – Fuß an Fuß – gemeinsam aufrichten und sich gegenseitig etwa elf Millimeter lange so genannte Liebespfeile in ihre Körper treiben, die, mit einem stimulierenden Sekret bedeckt, den Paarungserfolg steigern. Gleichzeitig erfolgt die nicht immer wechselseitige Begattung. Vier bis sechs Wochen später legen die Schnecken 40 bis 60 weißliche Eier in eine mit Hilfe ihres Fußes und Gehäuses gegrabene Erdgrube ab, die sie nach der Eiablage wieder verschließen. Die Jungschnecken entwickeln sich von da an selbstständig und schlüpfen nach einer rund zweiwöchigen Embryonalentwicklung mit einem Gewicht von etwa 0,1 Gramm. Sie fressen zur Kalkaufnahme ihre Eihüllen und graben sich dann an die Erdoberfläche. Ihr Schneckenhaus ist noch sehr weich und viele der Jungschnecken fallen darum Fressfeinden zum Opfer, sodass im Schnitt nur fünf von 100 Weinbergschnecken das geschlechtsreife Alter (zwei bis drei Jahre) erreichen.
Natürliche Feinde sind Insekten (besonders Ameisen), Milben, Spinnen, Nematoden, Greifvögel und kleine Säugetiere.

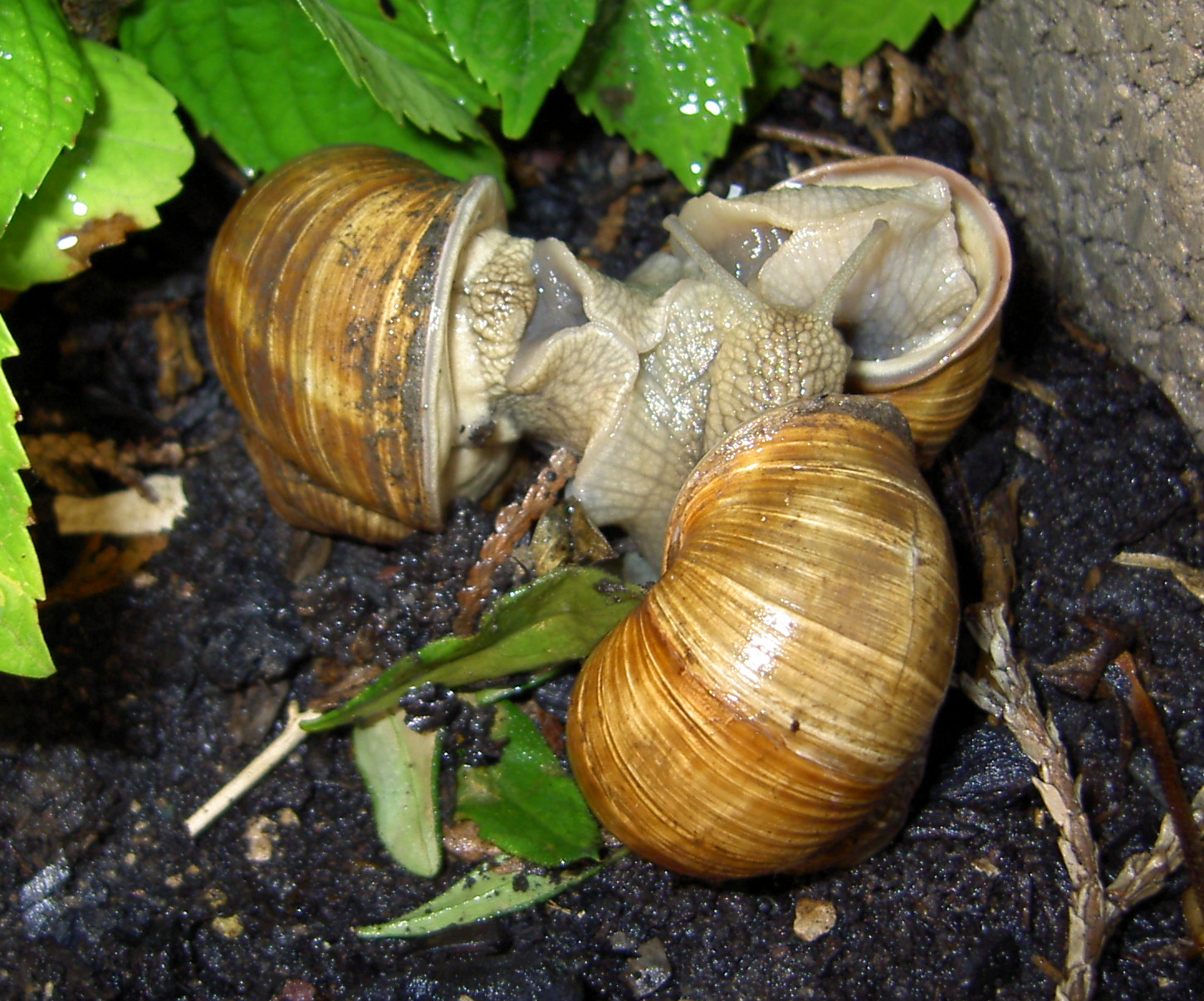
Drei Weinbergschnecken beim Liebesspiel
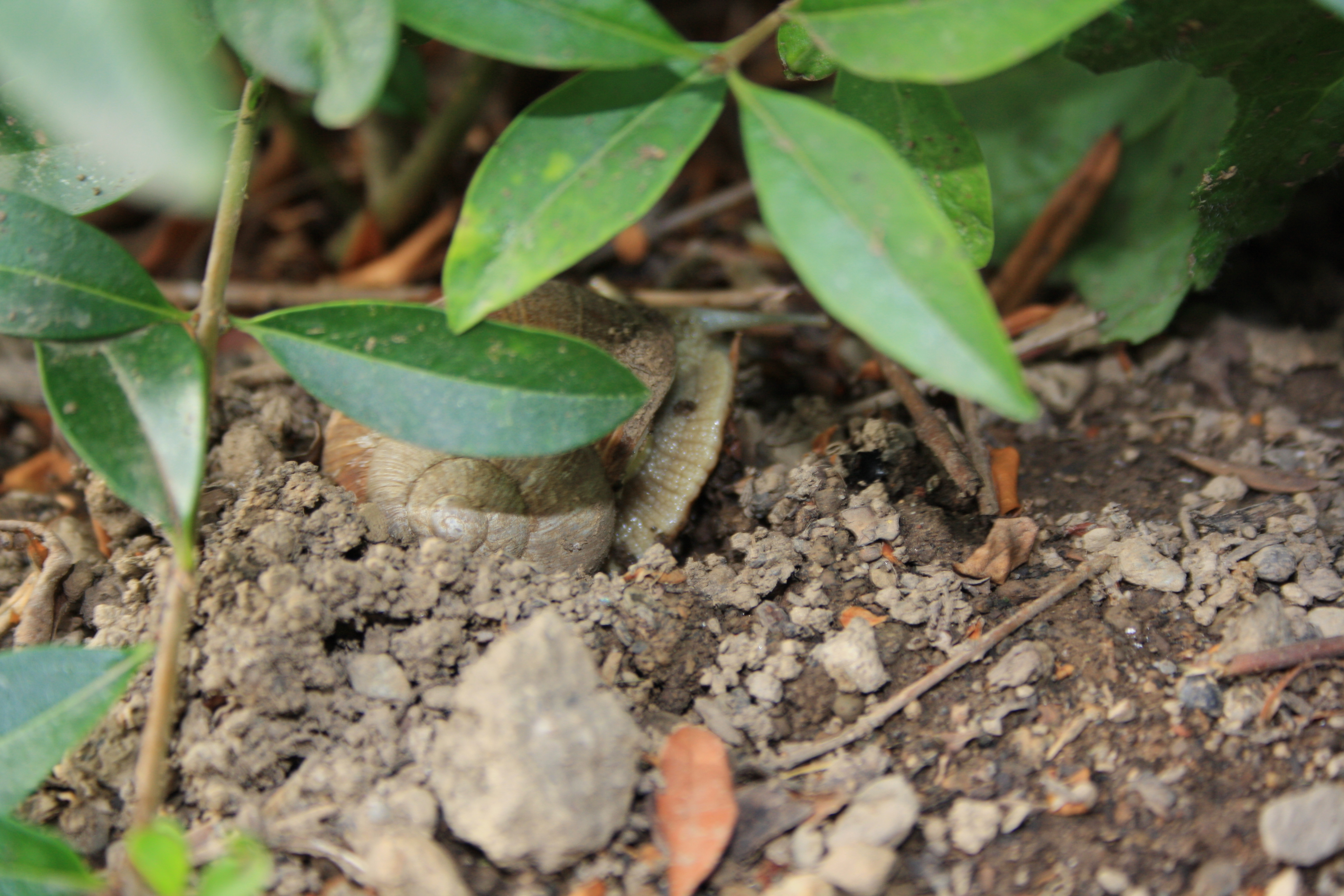
Eine Weinbergschnecke beim Graben einer Erdgrube zur Eiablage
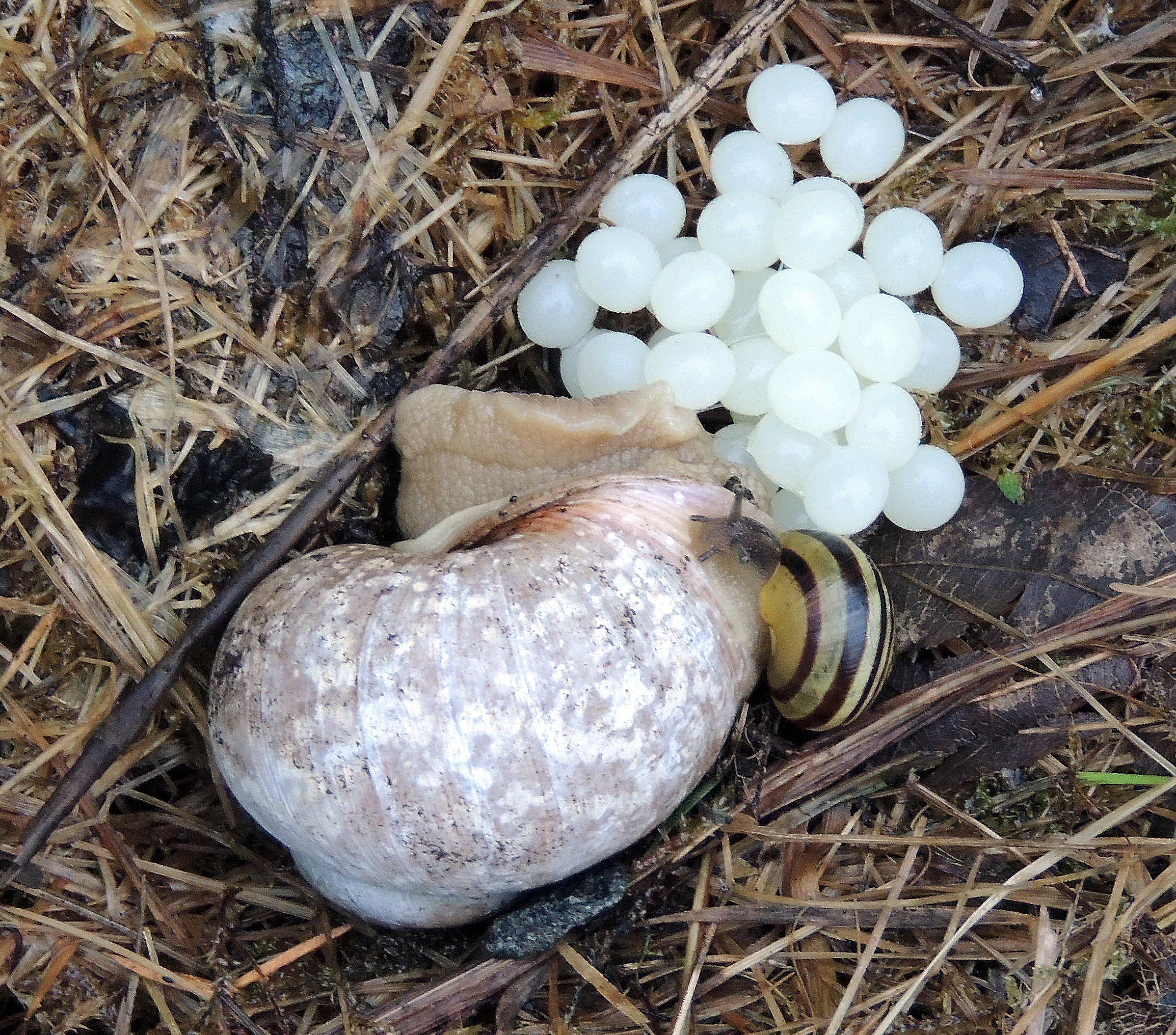
Eine Weinbergschnecke (mit ansitzender Schnirkelschnecke) nach der Eiablage

## Ruhephasen

### Kältestarre

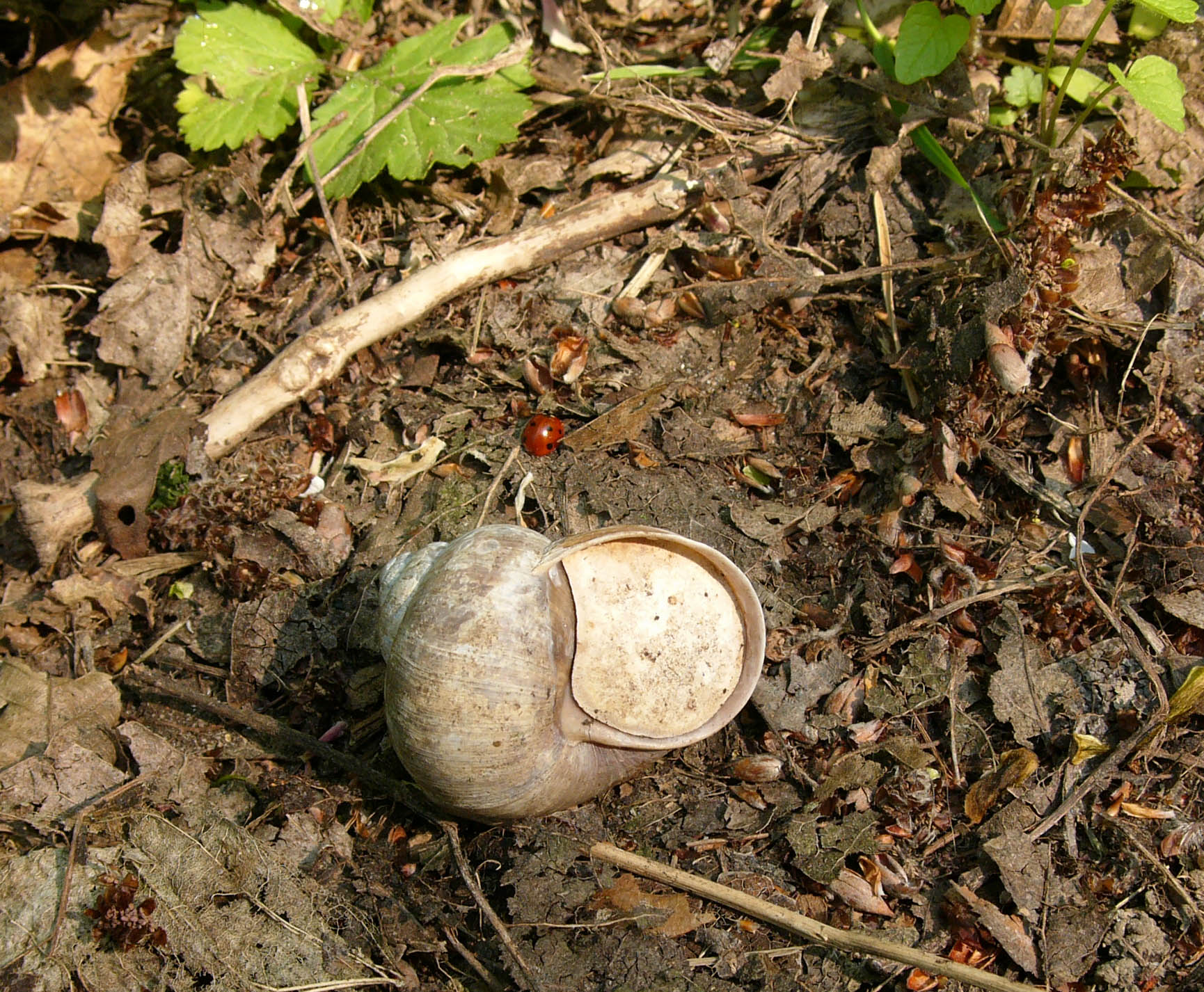
Weinbergschnecke mit Epiphragma nach dem Winter

Den Winter verbringen die Weinbergschnecken in einer Kältestarre. Nachdem sie sich einen Nahrungsvorrat angefressen haben, verkriechen sie sich in der Erde und ziehen sich in ihr Gehäuse zurück. Die Schalenöffnung verschließt die Schnecke mit einem Kalkdeckel (Epiphragma), der im Frühjahr beim Ausschlüpfen wieder abgestoßen wird. Bei Kalkmangel nehmen sie Teile des Deckels wieder auf.

### Trockenstarre
Bei starker Trockenheit im Sommer und damit verbundenem Wassermangel können Weinbergschnecken auch einen Trockenschlaf halten. Sie verschließen sich dazu ebenfalls mit einem Deckel und verzögern damit die Verdunstung des im Körper gespeicherten Wassers. Da die Vorbereitung auf die Trockenstarre mit einer tiefgreifenden Umstellung des Stoffwechsels und der Erzeugung des Deckels verbunden ist und für die Schnecke eine Belastung darstellt, kann sie nicht beliebig begonnen oder unterbrochen werden. Es handelt sich um einen komplexen Vorgang, der bei Trockenheit begonnen und auch bei zwischenzeitlich eintretenden Regenfällen weiter verfolgt wird. Erst wenn eine ausreichend lange Zeit genug Feuchtigkeit in der Umgebung vorhanden ist, entdeckelt sich die Schnecke wieder und benötigt dann eine Phase der ergiebigen Nahrungsaufnahme, um sich gegebenenfalls erneut verdeckeln zu können.
Die für die jeweiligen Phasen benötigten Umgebungsfaktoren und die Zeitabstände sind regional unterschiedlich und hängen auch von der genetischen Ausstattung der Schnecke ab. Diese variiert über die Verbreitungsgebiete beträchtlich.
Die Fähigkeit zur Trockenstarre wird in der mediterranen Küche genutzt. So werden Weinbergschnecken in Italien und Griechenland in eine handelsfähige Phase versetzt, indem sie in große Behälter mit trockenen Eierteigwaren (Spirelli) gesetzt werden. Sie beginnen von den trockenen Teigwaren zu fressen, verdeckeln sich dann aber aufgrund von Wassermangel und können in Säcke gefüllt in den Handel gebracht werden. Sie sind dann über Monate hinweg lagerfähig. Die in nördlichen Verbreitungsgebieten häufigere Kältestarre hingegen ist zur gastronomischen Nutzung weniger geeignet, da die Schnecken bei einfacher Temperaturerhöhung „schlüpfen“.

## Weinbergschnecke und Mensch

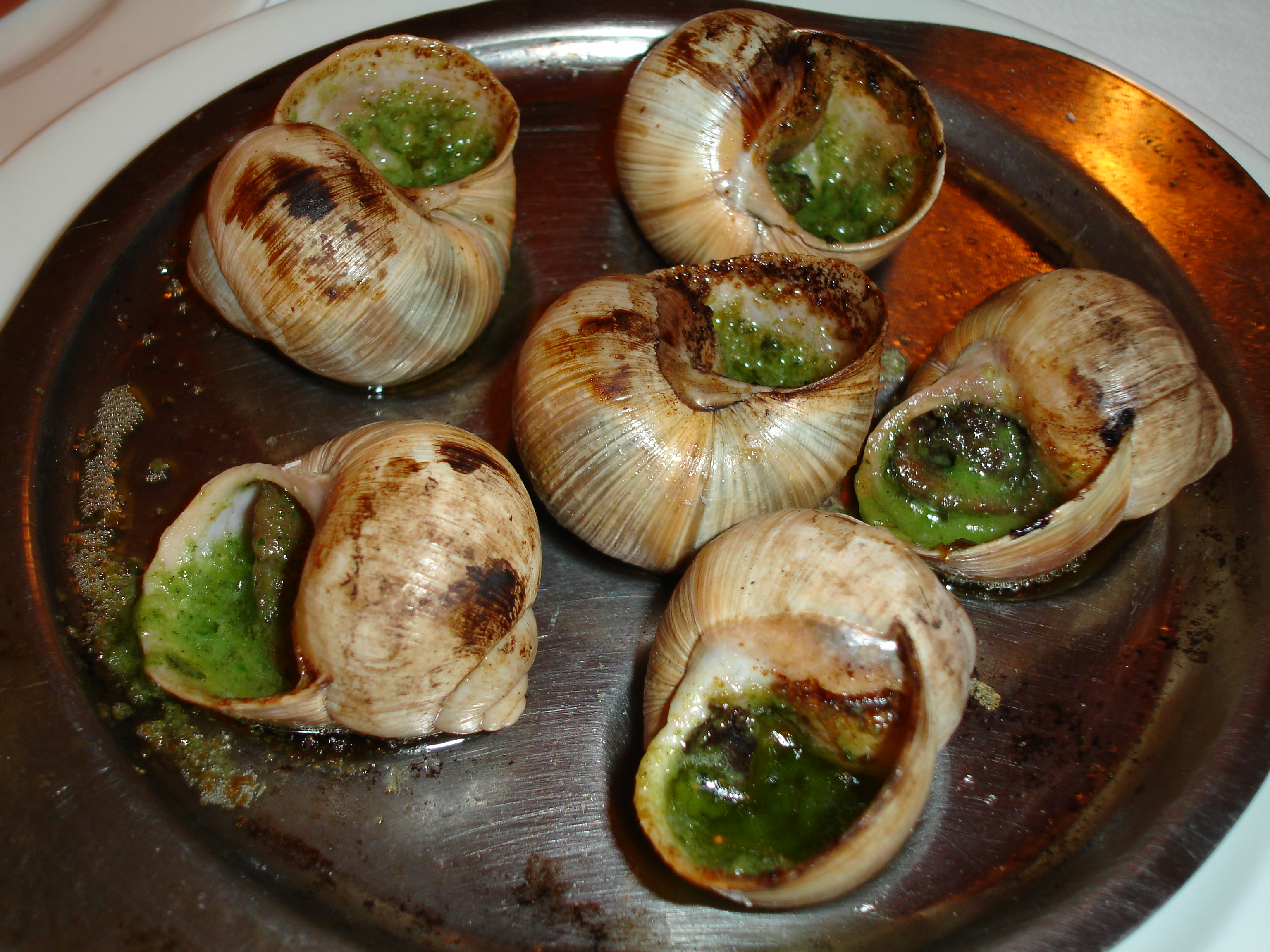
Französisches Schneckengericht

Weinbergschnecken sind traditionell auch Nahrung. So beschäftigten sich beispielsweise schon die Preußischen Staatseisenbahnen mit der „Beförderung von Weinbergschnecken“. Obwohl Weinbergschnecken in der Europäischen Union durch die Habitatrichtlinie und in Deutschland nach der Bundesartenschutzverordnung geschützt sind, sind Schnecken als Lebensmittel weiter in vielen Ländern gebräuchlich. Besonders in Frankreich gelten sie als Delikatesse. Die Schnecken im Lebensmittelhandel stammen daher heute meist aus der Schneckenzucht. Sie kommen aus Burgund, dem Schweizer Waadtland und aus Süddeutschland. Auf der Schwäbischen Alb werden sie als so genannte Albschnecken produziert und vermarktet. Im Tiroler Ort Ellmau wird die Weinbergschnecke unter dem Namen Kaiserschnecke gezüchtet. Man isst in der Regel ein halbes oder ganzes Dutzend als Vorspeise, in Schneckenpfännchen mit Kräuterbutter im Backofen zubereitet.
In Deutschland sind Weinbergschnecken  nach Anlage 1 zur Bundesartenschutzverordnung „besonders geschützt“ und werden auch im Anhang 5 der FFH-Richtlinie der EU genannt. Nach § 44 Bundesnaturschutzgesetz ist es in Deutschland verboten sie zu sammeln. Vor der Unterschutzstellung wurde in Baden-Württemberg das Sammeln der Schnecken durch die Weinbergschneckenverordnung geregelt. Auch in Österreich und der Schweiz stehen die Weinbergschnecken unter Schutz.

## Sonstiges
In der Schweiz hat die Gemeinde Zell ZH die Weinbergschnecke als Wappentier.
2013 kam ein Film von Sascha Seifert über das Leben der Weinbergschnecken mit dem Titel Slow in die Kinos.
Da die Weinbergschnecken über spezielle Enzyme zur Spaltung von Glucuroniden verfügen, werden Helix-pomatia-Produkte u. a. in der Analytik von Steroidhormonen zur klinisch-chemischen Diagnostik bei endokrinologischen Störungen eingesetzt, um die in Harnproben an Glucuronsäure gebundenen Steroide freizusetzen und der qualitativen und quantitativen Analyse durch die GC-MS – in der Regel nach Derivatisierung der freien Hormone – zugänglich zu machen.